# Памятник-бюст Николаю Столярову (Казань)
Памятник-бюст Николаю Столярову в Казани — единственная в Татарстане и одна из последних работ знаменитого русского и советского скульптора-монументалиста Веры Мухиной. Установлен в 1950 году в честь дважды Героя Советского Союза военного лётчика Николая Георгиевича Столярова (1922—1993). Памятник является объектом культурного наследия федерального значения.

## Территориальное расположение
Памятник-бюст Николаю Столярову находится в Кировском районе Казани, в Адмиралтейской слободе. Он установлен в западной части протяжённого сквера, носящего имя Николая Столярова. Сам сквер расположен между улицами Клары Цеткин, Столярова и Кызыл-Армейской. 

## Описание
Памятник представляет собой бронзовый бюст Николая Столярова высотой 0,95 м, установленный на четырёхгранный постамент высотой 2,1 м.
Николай Столяров изображён в гимнастёрке с погонами капитана ВВС РККА и с двумя медалями «Золотая Звезда» на груди. Слегка повернув голову влево, герой со спокойным выражением лица всматривается вдаль. 
На лицевой части постамента изображены Орден Ленина и две «Золотые Звезды» Героя Советского Союза, а под ними выбит текст Указа Президиума Верховного Совета СССР от 27 июня 1945 года о награждении Н. Г. Столярова: 

Указ Президиума Верховного Совета СССР о награждении Героя Советского Союза гвардии капитана Столярова Н.Г. второй медалью «Золотая Звезда» за образцовое выполнение боевых заданий командования на фронте борьбы с немецкими захватчиками, дающее право на получение звания Герой Советского Союза, наградить Героя Советского Союза гвардии капитана Столярова Николая Георгиевича второй медалью «Золотая Звезда», соорудить бронзовый бюст и установить его на постаменте на родине награждённого. Председатель Президиума Верховного Совета СССР М. Калинин. Секретарь Президиума Верховного Совета СССР А. Горкин. Москва. Кремль. 27 июня 1945 года.— Публикация Панченко А.

## История
Решение об установке в Казани бюста Николая Столярова было принято на основании Указа Президиума Верховного Совета СССР от 1 августа 1939 года. Этим документом предусматривалась возможность многократного награждения званием Героя Советского Союза, а также сооружение бюста героя на его родине в случае, если он дважды удостаивался этого звания. 
Бюст Николая Столярова — единственный в Казани, установленный в честь дважды Героя Советского Союза (в городе есть ещё два бюста, установленные в честь дважды Героев Социалистического Труда — Петра Дементьева и Владимира Котельникова). 
Создать бюст Николая Столярова было поручено знаменитому советскому скульптору Вере Мухиной, которая в 1947 году сделала две гипсовые скульптуры — обрезанную по пояс фигуру героя и выполненный на её основе бюст (обе скульптуры хранятся в Государственном Русском музее в Санкт-Петербурге). 
Увеличенный в два раза бюст Николая Столярова был отлит в бронзе и в 1950 году установлен в Казани в качестве памятника. Его архитектурную часть разработал известный казанский архитектор И. Г. Гайнутдинов. В том же 1950 году сквер, в котором установили памятник, был назван сквером имени Николая Столярова.   
Установка памятника-бюста Николаю Столярову именно в Кировском районе Казани объяснялась тем, что он родился в 1922 году в Пороховой слободе, то есть в административных границах данного района.

## Оценки бюста Николая Столярова (1947/1950)
Скульптурный портрет Николая Столярова в исполнении признанного мастера пластического искусства Веры Мухиной имеет исключительно положительные оценки среди искусствоведов. Особо подчёркивается, что в этой работе отразился характерный для скульптора стиль в изображении героев. В нём «отсутствуют лирические отступления, а сюжеты повествуют об одном — о человеке, но о человеке новой формации, о Герое, причём не только в военной, но и в мирной жизни. Во многом благодаря её усилиям складывается особый жанр — героический портрет, надолго закрепившийся в советском искусстве различными модификациями, но в пределах стилистической инвариантности».
Многие искусствоведы отмечают высокую реалистичность портрета Николая Столярова, что является не только следствием мастерства автора скульптуры, но и отражением сознательного подхода, так как речь идёт об установке бюста на родине героя, чей образ должен сохранять узнаваемость. Казанский искусствовед Дина Хисамова в связи с этим отмечает: «В увековечении образа был важен акцент на конкретной личности героя, уроженца именно этих мест: села, города, края. Поэтому автором дан предельно реалистичный образ, рассчитанный на его узнавание современниками, земляками».  
Учитывая высокий художественный уровень исполнения установленного в Казани памятника-бюста Николая Столярова, он признан объектом культурного наследия федерального значения.    